# アルテスナート
アルテスナート（Artesunate、AS）は、マラリアの治療に使用される医薬品である。重症のマラリア患者には点滴によるキニジンの投与が好ましい。多くの場合、アルテスナートとメフロキンを用いた併用療法の一部として使用される。マラリア予防には使用されていない。アルテスナートの投与法は静脈注射、筋肉内注射、経口投与、直腸投与である。
アルテスナートは一般的に耐容性がある。副作用には、徐脈、アレルギー反応、めまい、白血球レベルの低下があげられる。動物実験では乳児に害があるとされるが、妊娠中の人への投与は安全な選択肢とされている。母乳育児中の母親への投与は安全と思われる。
アルテスナートはアルテミシニンに属する薬である。
アルテスナートは、 世界保健機関の必須医薬品リストに記載されており、医療制度に必要とされる最も効果的で安全な医薬品である。 開発途上国での卸売価格は、1投与につき2.09から2.57米ドルである。米国では市販されてないが、疾病管理センターから入手することができる。
もともとは植物であるクソニンジンが原料である。 